# Pierre Joseph Lambert
Pierre Joseph Lambert de Swinneus, född 1747 (möjligen 1745) i Brabant, död 28 juni 1807 i Stockholm, var en fransk violinist som var medlem av Kungliga Hovkapellet. Han var far till Josef August Lambert
Lambert anlände till Stockholm 1782 från Paris där han var med som musikanförare och balettkompositör i Monvels teatertrupp. Han blev violinist i Hovkapellet samma år och fick 1795 titeln konsertmästare. Han verkar dock främst ha anlitats som kompositör, huvudsakligen av balettmusik till skådespel, där sångerna ofta skrivits av andra tonsättare. Den enda pjäs där Lambert de Swinneus ensam svarade för musiken, tycks ha varit Gyckelmakaren, en komedi med sång (1803). Deucalion och Pyrrha uppfördes på Kungliga teatern 1792 som komedi på vers med sång och dans, och musiken var av Joseph Haydn och Lambert de Swinneus. Bland de pjäser, till vilka Lambert de Swinneus skrivit balettmusik märks Johan Henric Kellgren och Christian Friedrich Müllers Drottning Christina samt Carl Gustaf af Leopold och Olof Åhlströms Frigga. Han skrev även musiken till baletten Le Redez-vous comique ou Le Carrousel burlesque (1793).

## Verk
- Balettmusiken till "Drottning Christina", en komisk dram efter Gustav IIIs plan, uppförd 1785 på Gripsholm.
- Balettmusiken till "Frigga" av Olof Åhlström, opera i en akt, uppförd 1787.
- Balettmusik tillsammans med Joseph Haydn till "Deucation och Pyrrha", komedi på vers uppförd 1790.
- Balettmusiken till " Le Rendez-vous comique" eller "Le Carrousel Burlesque", tre akter 1793.
- Balettmusiken till "Fiskaren", skådespel med sång uppförd 1798.
- Musik till "Gyckelmakaren", komedi med sång uppförd 1803.

## Källa
1. ↑  Levande musikarv, Levande Musikarv-ID: lambert-pierre-joseph, läs online, läst: 9 oktober 2017.[källa från Wikidata]
2. 1 2  Levande Musikarv-ID: lambert-pierre-joseph.[källa från Wikidata]
3. ↑  Lambert de Swinneus, Pierre Joseph i Svenska män och kvinnor (1948)

- Gunhild Karle, Kungl. Hovkapellet i Stockholm och dess musiker 1772-1818. Uppsala 2001.